# Xscape
Xscape é o segundo álbum de estúdio póstumo do cantor norte-americano Michael Jackson, lançado em 9 de maio de 2014 através da Epic Records, MJJ Music e Sony Music Entertainment, quatro anos após o lançamento de Michael (2010). L.A. Reid, presidente da Epic Records, foi curador e atuou como produtor executivo do álbum, recrutando Timbaland para liderar uma equipe de produtores musicais, incluindo Jerome "J-Roc" Harmon, Rodney Jerkins, Stargate e John McClain, para remixar e "contemporizar" oito faixas selecionadas, que foram originalmente gravadas entre 1983 e 1999. A versão padrão de Xscape contém as oito faixas retrabalhadas, enquanto a versão deluxe acrescenta as versões originais das canções, um remix bônus e dois videoclipes.
O álbum foi precedido pelo lançamento do single "Love Never Felt So Good", que inclui uma nova versão com participação de Justin Timberlake. A canção alcançou a nona posição da Billboard Hot 100, rendendo à Jackson seu primeiro top dez póstumo e seu primeiro desde "You Rock My World" (2001). "Love Never Felt So Good" se tornou o single de Jackson de melhor desempenho na Hot 100 desde "You Are Not Alone" (1995), que alcançou o topo da tabela. Um segundo single, "A Place with No Name", foi lançado mais tarde naquele ano. Xscape foi promovido através das companhias do grupo Sony; Sony Mobile usou um trecho de "Slave to the Rhythm" na campanha de divulgação do Xperia Z2. Um fantasma de pepper de Jackson apresentou "Slave to the Rhythm" no Billboard Music Awards de 2014.
Xscape foi um sucesso global e recebeu avaliações geralmente positivas dos críticos. Estreou na segunda posição da Billboard 200 e no topo da Billboard Top R&B/Hip-Hop Albums. No Reino Unido, tornou-se o décimo álbum número um de Jackson após estrear no topo da UK Albums Chart. O álbum também estreou na primeira posição das tabelas da Bélgica, Dinamarca, França e Espanha. Ao final de 2014, Xscape recebeu o certificado de ouro da Recording Industry Association of America (RIAA).

## Antecedentes
Xscape foi o segundo álbum de música inéditas lançado pela Epic Records depois da morte de Jackson em 2009. Foi anunciado em 31 de março de 2014 e contém oito faixas originalmente gravadas entre 1980 e 2001.
A faixa-título, "Xscape", foi gravada em 1999 para o décimo álbum de estúdio de Jackson, Invincible (2001). O produtor norte-americano Timbaland e o presidente da Epic Records, L.A. Reid, foram os produtores executivos, com produção adicional de Jerome "J-Roc" Harmon, Rodney Jerkins, Stargate e John McClain. Timbaland disse que Reid o abordou pessoalmente em sua casa para discutir o novo projeto de Jackson. Jesse Johnson, ex-guitarrista da banda americana The Time, trabalhou em elementos de uma canção que possuía participação de Mary J. Blige, Questlove e D'Angelo. A faixa não foi incluída no álbum.
Reid disse que eles queriam honrar o legado de Jackson ao nomear o álbum: "O título deste álbum (Xscape) homenageia o processo de nomenclatura do álbum de Michael. Ele sempre escolhia uma música do álbum para nomear seus projetos e, começando com Thriller, usava títulos de apenas uma palavra, cada um com uma qualidade ousada (Thriller, Bad, Dangerous, HIStory e Invincible)"

## Videoclipes
Foram feitos quatro videoclipes, sendo estes nesta ordem de lançamento: "Love Never Felt So Good" (com Justin Timberlake), em seguida, esta mesma música, porém, somente com os vocais de Michael, "Blue Gangsta" e por último, "A Place with No Name".

## Lista de faixas
| Xscape – Edição padrão |                                                         |                                                                             |                                                                                |         |  |
| N.º                    | Título                                                  | Compositor(es)                                                              | Produtor(es)                                                                   | Duração |  |
| 1.                     | "Love Never Felt So Good" (gravada em 1983)             | Michael Jackson Paul Anka [ 4 ]                                             | Jackson John McClain Giorgio Tuinfort Anka                                     | 3:54    |  |
| 2.                     | "Chicago" (gravada em 1999)                             | Cory Rooney                                                                 | Timbaland Jerome "J-Roc" Harmon (a) Jackson (b) Rooney (b)                     | 4:05    |  |
| 3.                     | "Loving You" (gravada em 1985)                          | Jackson                                                                     | Timbaland J-Roc (a) Jackson (b)                                                | 3:14    |  |
| 4.                     | "A Place with No Name" (gravada em 1999)                | Jackson Dewey Bunnell Elliot "Dr. Freeze" Straite                           | Stargate Jackson (b) Dr. Freeze (b)                                            | 5:35    |  |
| 5.                     | "Slave to the Rhythm" (gravada em 1991)                 | Antonio "L.A." Reid Kenneth "Babyface" Edmonds Daryl Simmons Kevin Roberson | Timbaland J-Roc (a) Reid (b) Babyface (b)                                      | 4:15    |  |
| 6.                     | "Do You Know Where Your Children Are" (gravada em 1986) | Jackson                                                                     | Timbaland J-Roc (a) Jackson (b)                                                | 4:36    |  |
| 7.                     | "Blue Gangsta" (gravada em 1998)                        | Jackson Straite                                                             | King Solomon Logan Daniel Jones Timbaland J-Roc (a) Jackson (b) Dr. Freeze (b) | 4:14    |  |
| 8.                     | "Xscape" (gravada em 1999)                              | Jackson Rodney Jerkins [ 5 ] Fred Jerkins III LaShawn Daniels               | Darkchild [ 5 ] Jackson (b)                                                    | 4:04    |  |
| Duração total:         | Duração total:                                          | Duração total:                                                              | Duração total:                                                                 | 34:25   |  |

| Xscape – Edição deluxe |                                                         |                                     |                                           |         |  |
| N.º                    | Título                                                  | Compositor(es)                      | Produtor(es)                              | Duração |  |
| 9.                     | "Love Never Felt So Good" (versão original)             | Jackson Anka                        | Jackson Anka                              | 3:19    |  |
| 10.                    | "Chicago" (versão original)                             | Rooney                              | Jackson Rooney                            | 4:43    |  |
| 11.                    | "Loving You" (versão original)                          | Jackson                             | Jackson                                   | 3:02    |  |
| 12.                    | "A Place with No Name" (versão original)                | Jackson Bunnel Straite              | Jackson Dr. Freeze                        | 4:55    |  |
| 13.                    | "Slave to the Rhythm" (versão original)                 | Reid Edmonds Simmons Roberson       | Reid Babyface                             | 4:35    |  |
| 14.                    | "Do You Know Where Your Children Are" (versão original) | Jackson                             | Jackson                                   | 4:39    |  |
| 15.                    | "Blue Gangsta" (versão original)                        | Jackson Straite                     | Jackson Dr. Freeze                        | 4:16    |  |
| 16.                    | "Xscape" (versão original)                              | Jackson Jerkins Jerkins III Daniels | Jackson Darkchild                         | 5:44    |  |
| 17.                    | "Love Never Felt So Good" (com Justin Timberlake)       | Jackson Anka                        | Timbaland Harmon (a) Jackson (b) Anka (b) | 4:05    |  |
| Duração total:         | Duração total:                                          | Duração total:                      | Duração total:                            | 73:43   |  |

Notas
- Nota a: Denota um co-produtor.
- Nota b: Denota um produtor adicional.

Todas as faixas deste álbum, foram gravadas em diferentes fases da carreira de Michael. A edição padrão conta com oito faixas que passaram por um processo de "contemporização" enquanto a deluxe possui as mesmas oito canções sem retoques, na sua forma original. Além disso, esta possui uma faixa bônus: esta é "Love Never Felt So Good" com a participação de Justin Timberlake. A canção "Slave to the Rhythm" ganhou uma apresentação com um Pepper's Ghost (usualmente chamado de holograma) de Michael Jackson performando a canção juntamente com outros dançarinos de forma sincronizada.

## Desempenho nas tabelas musicais

### Posições
| Tabela musical (2014)                         | Melhor posição |
| --------------------------------------------- | -------------- |
| Alemanha - Media Control Charts               | 2              |
| Austrália - ARIA Albums Chart                 | 2              |
| Áustria - Ö3 Austria Top 40                   | 2              |
| Brasil - ABPD                                 | 2              |
| Bélgica - Ultratop 50 (Flandres)              | 1              |
| Bélgica - Ultratop 50 (Valónia)               | 1              |
| Canadá - Canadian Albums                      | 3              |
| Coreia do Sul - Gaon Album Chart              | 6              |
| Dinamarca - Tracklisten                       | 1              |
| Escócia - Scottish Albums Chart               | 3              |
| Espanha - PROMUSICAE                          | 1              |
| Estados Unidos - Billboard 200                | 2              |
| Estados Unidos - Billboard R&B/Hip-Hop Albums | 1              |
| Finlândia - Suomen virallinen lista           | 5              |
| França - SNEP                                 | 1              |
| Grécia - Greek Albums Chart                   | 9              |
| Hungria - Album Top 40                        | 2              |
| Irlanda - IRMA                                | 4              |
| Itália - FIMI                                 | 2              |
| Japão - Oricon                                | 4              |
| Noruega - VG-lista                            | 2              |
| Nova Zelândia - NZ Top 40 Albums              | 3              |
| Países Baixos - Mega Album Top 100            | 2              |
| Polónia - ZPAV                                | 4              |
| Portugal - Top Artistas                       | 3              |
| Reino Unido - UK Albums Chart                 | 1              |
| Suécia - Sverigetopplistan                    | 3              |
| Suíça - Schweizer Hitparade                   | 2              |

## Certificações
| País           | Provedor         | Certificação |
| -------------- | ---------------- | ------------ |
| Alemanha       | BVMI             | Ouro         |
| Austrália      | ARIA             | Ouro         |
| Áustria        | IFPI Áustria     | Ouro         |
| Bélgica        | BEA              | Ouro         |
| Canadá         | Music Canada     | Ouro         |
| Coreia do Sul  | Gaon             | Platina      |
| Dinamarca      | IFPI Denmark     | Ouro         |
| Espanha        | PROMUSICAE       | Ouro         |
| Estados Unidos | RIAA             | Ouro         |
| França         | SNEP             | Platina      |
| Itália         | FIMI             | Ouro         |
| Japão          | RIAJ             | Ouro         |
| México         | AMPROFON         | Ouro         |
| Polónia        | ZPAV             | Platina      |
| Reino Unido    | BPI              | Ouro         |
| Suécia         | GLF              | Ouro         |
| Suíça          | IFPI Switzerland | Ouro         |

## Histórico de lançamento
| País           | Data               | Formato                           | Editora discográfica |
| -------------- | ------------------ | --------------------------------- | -------------------- |
| Alemanha       | 9 de Maio de 2014  | CD • Download digital • Streaming | Sony Music           |
| Espanha        | 9 de Maio de 2014  | CD • Download digital • Streaming | Sony Music           |
| França         | 12 de Maio de 2014 | CD • Download digital • Streaming | Sony Music           |
| Reino Unido    | 12 de Maio de 2014 | CD • Download digital • Streaming | Epic                 |
| Canadá         | 13 de Maio de 2014 | CD • Download digital • Streaming | Sony Music           |
| Estados Unidos | 13 de Maio de 2014 | CD • Download digital • Streaming | Epic, MJJ            |
| Itália         | 13 de Maio de 2014 | CD • Download digital • Streaming | Sony Music           |
| Portugal       | 13 de Maio de 2014 | CD • Download digital • Streaming | Epic                 |
| Japão          | 14 de Maio de 2014 | CD                                | Sony Music Japan     |
| Estados Unidos | 27 de Maio de 2014 | Vinil                             | Epic, MJJ            |